# إدو (لاعب كرة قدم مواليد 1979)
إدو (بالبرتغالية: Luís Eduardo Schmidt) هو لاعب كرة قدم برازيلي في مركز الهجوم، ولد في 10 يناير 1979 في جاوو في البرازيل. شارك مع منتخب البرازيل تحت 20 سنة لكرة القدم ومنتخب البرازيل تحت 23 سنة لكرة القدم ومنتخب البرازيل لكرة القدم. أما مع النوادي، فقد لعب مع ريال بيتيس وسيلتا فيغو وكولورادو رابيدز ونادي إنترناسيونال ونادي ساو باولو ونادي فيتوريا.

## وصلات خارجية
- إدو (لاعب كرة قدم مواليد 1979) على موقع الاتحاد الدولي (مؤرشف)  (الإنجليزية)
- إدو (لاعب كرة قدم مواليد 1979) على موقع الدوري الأمريكي (الإنجليزية)
- إدو (لاعب كرة قدم مواليد 1979) على موقع قاعدة بيانات كرة القدم.إي يو (الإنجليزية)
- إدو (لاعب كرة قدم مواليد 1979) على موقع ناشيونال فوتبول تيمز (الإنجليزية)
- إدو (لاعب كرة قدم مواليد 1979) على موقع Soccerway.com (الإنجليزية)
- إدو (لاعب كرة قدم مواليد 1979) على موقع عالم كرة القدم.نت (الإنجليزية)
- إدو (لاعب كرة قدم مواليد 1979) على موقع أوليمبيديا (الإنجليزية)